# Euroroma
Euroroma (en bulgare : Евророма) est le plus important parti politique bulgare engagé (notamment) dans la défense des roms.
Créé le 12 décembre 1998, EuroRoma n'est pas un parti strictement ethnique, car il est ouvert à tous ceux qui partagent ses idées et ses objectifs. Conformément au pacte de stabilité pour l'Europe du Sud-Est, plus de 30 % des dirigeants du parti sont d'origine bulgare. De même, les membres municipaux et régionaux de EuroRoma ne sont pas seulement Roms, mais aussi Bulgares et Turcs.

## Principaux objectifs
- L'éducation pour enfants venant de familles pauvres, indépendamment de leur appartenance ethnique ;
- L'accès aux soins et aux traitements médicaux ;
- L'augmentation du nombre d'emplois.